# Przywidz (gmina)
Przywidz – gmina wiejska w województwie pomorskim, w powiecie gdańskim. W latach 1975–1998 gmina położona była w województwie gdańskim.
W skład gminy wchodzi 18 sołectw : Przywidz, Borowina, Częstocin, Huta Dolna, Jodłowno, Kierzkowo, Kozia Góra, Marszewska Góra, Marszewska Kolonia, Michalin, Miłowo, Nowa Wieś Przywidzka, Olszanka, Piekło Górne, Pomlewo, Stara Huta, Sucha Huta, Trzepowo
Siedziba gminy to Przywidz.
Według danych z 30 czerwca 2004 gminę zamieszkiwało 5061 osób, 31 grudnia 2010 – 5311 osób, w końcu 2011 – 5334 osoby, a w końcu 2015 – 5653.
Gmina współpracuje z Gminą Burghaslach Frankonia.

## Struktura powierzchni
Według danych z 2005 gmina Przywidz ma obszar 129,62 km², w tym:
- użytki rolne: 50%
- użytki leśne: 42%

Gmina stanowi 16,34% powierzchni powiatu.

## Demografia

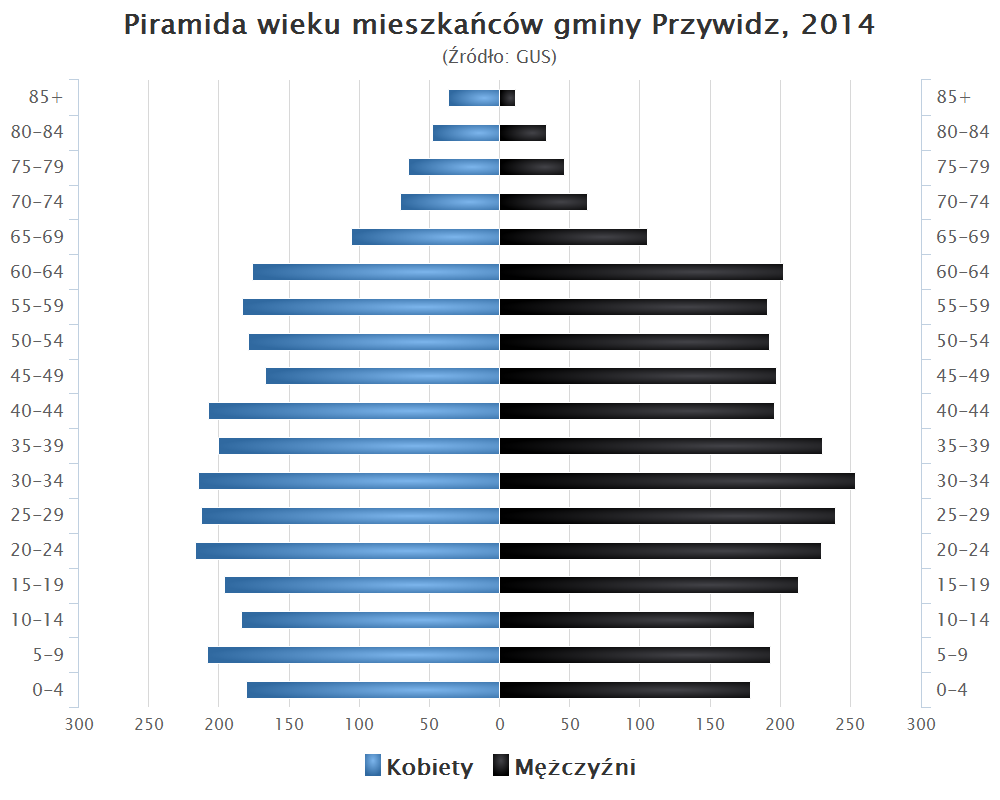
Piramida wieku mieszkańców gminy Przywidz w 2014

Dane z 30 czerwca 2004:
| Opis                              | Ogółem | Ogółem | Kobiety | Kobiety | Mężczyźni | Mężczyźni |
| --------------------------------- | ------ | ------ | ------- | ------- | --------- | --------- |
| jednostka                         | osób   | %      | osób    | %       | osób      | %         |
| populacja                         | 5061   | 100    | 2434    | 48,1    | 2627      | 51,9      |
| gęstość zaludnienia (mieszk./km²) | 39     | 39     | 18,8    | 18,8    | 20,3      | 20,3      |

## Ochrona przyrody
- rezerwat przyrody Wyspa na Jeziorze Przywidzkim

## Sąsiednie gminy
Kolbudy, Nowa Karczma, Skarszewy, Somonino, Trąbki Wielkie, Żukowo